# Protonoma
Protonoma é um gênero de mariposa pertencente à família Acrolepiidae.